# Ribeiroia
Ribeiroia (лат.) — род паразитических плоских червей из класса трематод. Последовательно заражают улиток семейства Planorbidae в качестве первого промежуточного хозяина, рыб и личинок амфибий в качестве вторых промежуточных хозяев, затем птиц и млекопитающих в качестве окончательного хозяина.

## Жизненный цикл
Одним из важнейших факторов, которые влияют на рост конечностей головастиков, являются молекулы ретиноевой кислоты (одной из форм витамина А). Перед проникновением в тело головастика Ribeiroia начинает производить такие молекулы, и, как только попадает в зачатки лап головастика, выпускает ретиноевую кислоту в ткани. Из-за этого уровень этой кислоты у таких головастиков повышается на 70 % по сравнению со здоровыми особями и начинается рост дополнительных лап.
Согласно исследованиям учёных, лягушки с дополнительными лапами прыгают на 41 % короче, чем здоровые лягушки. Также они на 66 % менее выносливы и плавают на 37 % медленней, чем лягушки с нормальным количеством лап. Всё это делает заражённую лягушку лёгкой добычей для птиц, которые должны стать конечным пунктом для паразитов Ribeiroia. Внутри птицы они откладывают свои яйца, которые вместе с помётом птицы вскоре станут пищей для улиток.
Согласно исследованиям Колорадского университета в Боулдере, разнообразие видов в водоёме, заражённом Ribeiroia ondatrae (один из видов Ribeiroia), прямо влияет на шансы заражения этим паразитом. Если в пруду обитают шесть видов амфибий, то их шанс заразиться паразитом Ribeiroia на 78 % меньше, чем у лягушек или тритонов, коих на весь пруд только один вид. Разнообразие видов сильно влияет на размножение этих паразитов, потому что увеличивается вероятность попасть в устойчивую к заражению особь. Также в ходе этих исследований было отмечено, что одинокие виды, живущие в заражённом водоёме, отличаются высоким уровнем размножения вследствие стремления к сохранению своей популяции.